# 石燕子
石燕子（1920年—1986年9月9日 ），原名麦志胜，香港著名粤剧演员。
石燕子在1920年於廣東省順德縣出生（現為順德區），其為新派武狀元，文武兼併，擅演傳統排場戲目，1930年代成名，40至50年代在舞台上紅極一時，在香港拍了很多武俠電影和粵劇電影。1970年代他和妻任冰兒的「燕新聲劇團」是香港頗有威望的猛班，在六國大封相紀錄片中可一睹他武狀元之風采。
石燕子年齡比何非凡年輕兩歲，但何非凡也拜他為師學藝，稱他為師父，羅家寶亦曾經是他旗下之員。石燕子1980年代在香港電台《紅伶訴心聲》專訪節目中曾經給對方評價，說何非凡和羅家寶只是專注唱腔，忽略粵劇演、打、翻、唸的五功、五法藝術。
而他曾在1984年主演香港電台電視部和香港房屋委員會聯合製作的處境喜劇《左鄰右里》，飾演一名居於當時剛落成的沙田新翠邨，也在邨內街市經營雜貨店老闆的一家之主，演活新市鎮居民的日常生活。
石燕子晚年嗜好騎術和國畫，生活多彩多姿。1986年7月24日，石燕子與朋友打麻將後因突發性腦中風送入九龍伊利沙伯醫院，其後轉送聖德肋撒醫院，入院第一個星期尚清醒，可與探病的朋友交談，粵劇名伶任劍輝及白雪仙曾多次探望。第二個星期後病情惡化，處於半昏迷狀態，左邊身癱瘓，直至9月9日上午9時45分病逝，終年66歲。9月12日於九龍殯儀館以佛教儀式出殯，奉柩葵涌政府火葬場火化。

## 電影作品
故事（1部）
- 女鬼嫁狀元（下集）（1959年）

演員（125部）

| - 富貴浮雲（1948年）... 伶人 - 花蝴蝶（下集大結局）（1948年） - 武松大鬧獅子樓（1948年） - 爭妍鬥麗（1948年） - 孫悟空大戰豬八戒（1948年） - 方世玉與苗翠花（1948年）... 方世玉 - 背解紅羅（1949年）... 蘇萬麟 - 方世玉胡惠三探武當山（1949年）... 方世玉 - 紅蝴蝶大戰採花賊（1949年）... 採花賊花得利 - 方世玉夷戰峨眉山（1949年） - 方世玉火燒紅雲寺（1949年） - 方世玉萬里報師仇（1949年）... 方世玉 - 三盜九龍盃（1949年）... 楊香武 - 飛劍俠血戰周家莊（1950年） - 人海萬花筒（1950年） - 江湖奇俠（1950年） - 方世玉擂台招親（上集）（1950年） - 關東九俠（1950年） - 方世玉擂台招親（下集大結局）（1950年） - 斷腸姑嫂斷腸夫（1950年） - 峨嵋飛劍俠大破青螺谷（1950年） - 甘鳳池與呂四娘（1950年） - 江南八大劍俠（1950年） - 方世玉大破白蓮教（1950年） - 方世玉父子報血仇（1950年）... 方世玉 - 楚雲雪夜盜檀郎（1950年） - 武潘安大鬧三門街（1950年） - 濟公三氣華雲龍（1950年）... 華雲龍 - 關東九俠（二集）（1950年） - 真假方世玉（1950年） - 神俠金羅漢（1950年） - 峨嵋鴛鴦劍（1950年） - 峨嵋飛劍俠（下集）（1950年） - 方世玉血戰陰陽洞（1950年）... 方世玉 - 大刀王五血戰小霸王（1950年） - 峨嵋飛劍俠（1950年） - 關東飛俠大戰方世玉（1951年）... 方世玉 - 哪宅爭奪聚寶盆（1951年）... 哪咤 - 飛刀李鳳嬌（1951年）... 方世玉 - 方世玉千里送艷娘（1951年） - 大刀王五浴血殲仇記（1951年） - 靚仔玉三打下山虎（1951年） - 雷電追風劍（1951年） - 方世玉遠征巨靈峰（1951年） - 百戰神弓（1951年） - 崑崙三劍俠（1951年） - 珠海三雄（1951年） - 無敵連環鏢（1951年） - 方世玉三打木人巷（1951年） - 少林五大奇俠（1951年） - 紅衣女俠（1951年） - 方世玉正傳（1951年） - 多情孟麗君（1951年） - 花木蘭（1951年） - 紅俠（1951年） - 雌雄雙俠（1951年） - 萬花錦繡（1952年） - 恩情深似海（1952年） - 大破黑風寨（1952年） - 一曲鳳求凰（1952年） - 生包公夜審奸郭槐（1952年） - 天賜黃金（1952年） - 峨嵋女俠（1952年） | - 新海角紅樓（1952年） - 方世玉肉搏洪熙官（1952年） - 怪面虎大鬧骷髏洞（1952年） - 綠林紅粉（1952年） - 糊塗脂粉客（1953年） - 璇宮情侶（1953年） - 群雄威震龍鳳山（1953年） - 血戰龍鳳山（1953年） - 豬八戒招親（1953年） - 搖山奪艷記（1953年）... 趙霸 - 娛樂昇平（1954年） - 爸爸萬歲（1954年） - 萬惡以淫為首（1955年） - 方世玉與胡惠（1955年） - 菱花夢（1955年） - 百變梅花俠（1955年） - 女俠俞金鳳（1956年） - 九九大血案（1956年） - 左崧傳（1956年） - 血戰斷魂谷（1956年） - 呂洞賓三戲白牡丹（1956年） - 西遊記（1956年） - 方世玉救洪熙官（1956年） - 梅花飛劍俠（1957年） - 方世玉三打乾隆皇（1958年） - 一把存忠劍（1958年） - 方世玉怒打乾隆皇（1958年） - 方世玉血戰乾坤罩（1959年） - 女鬼嫁狀元（上集）（1959年）... 分飾赤霞、傻康 - 楊八妹取金刀（1959年） - 四郎探母（1959年） - 女鬼嫁狀元（下集）（1959年）... 赤霞、儍康 - 妹仔王掛帥平西（1959年） - 十三妹大鬧能仁寺（1960年） - 夜探留人洞（1960年） - 十三妹金殿賣人頭（1960年） - 書劍恩仇錄（大結局）（1960年） - 狄青（1961年） - 野龍怒碎金蛇塔（1961年） - 金蘭花（上集）（1961年） - 春滿帝皇家（1962年）... 花仔香 - 岳飛出世（1962年） - 金牌計（1962年） - 石鬼仔出世（1962年） - 灰青五虎平西（1962年） - 血洗愛河橋（1962年） - 雌雄雙劍俠（1963年） - 烽火恩仇十六年（1963年） - 劍神傳（上集）（1963年） - 武當七俠（1963年） - 武潘安（1963年） - 英娥殺嫂（1963年）... 趙天洪 - 八表雄風（1963年）... 龔勝 - 觀音得道香花山大賀壽（1966年） - 李後主（1968年）... 馬承信 - 兩小無知（1981年） - 小生怕怕（1982年） - 難兄難弟（1982年） - 第8站（1984年） - 伊人再見（1984年） - 英雄本色（1986年） - 開心快活人（1987年） |

## 劇集作品列表（香港電台）
- 左鄰右里（香港電台）（1984-1985年）

## 資料來源
1. 1 2 3 4 5 6 7  . 華僑日報第五張第一頁. 1986年9月10日. （繁體中文）
2. 1 2  . 華僑日報第四張第一頁. 1986年7月27日. （繁體中文）

## 外部連結
- 石燕子在互联网电影资料库（IMDb）上的資料（英文）
- 石燕子在香港影庫上的簡介